# 366-й гвардейский мотострелковый полк
366-й гвардейский мотострелковый Мозырский Краснознамённый ордена Суворова полк (366-й гв.мсп) — формирование мотострелковых войск в составе Вооружённых сил СССР и Объединённых Вооружённых Сил СНГ.

## История полка

### Довоенный период
История полка берёт своё начало с 3-й Туркестанской кавалерийской дивизии (3-я кд) Туркестанского фронта, участвовавшей в боях с войсками адмирала Колчака.
3-я кд принимала участие на завершающем этапе Гражданской войны.
По приказу командования Туркестанского фронта № 144/581 от 4 августа 1921 года 3-я кд была расформирована. На её базе были созданы 7-я и 8-я отдельные кавалерийские бригады (7-я и 8-я окбр).

7-я окбр участвовала в боевых действиях с басмачами в Туркменской ССР до 30-х годов.
В 1931 году 7-я окбр была переформирована в 8-ю горно-кавалерийскую дивизию и передислоцирована в Фергану (основные части дивизии) и Наманган (112-й горно-кавалерийский полк) Узбекской ССР.
В июле 1936 года 8-я горно-кавалерийская дивизия поменяла нумерацию и стала 21-й горно-кавалерийской дивизией.

### ПериодВеликой Отечественной войны
К 12 июля 1941 года 21-я горно-кавалерийская дивизия была развёрнута по полному штату и дислоцировалась в г. Чирчик. Она имела — 4186 человек (415 начальствующего, 640 младшего начальствующего и 3131 рядового состава), 3345 лошадей (2580 строевых, 539 артиллерийских, 226 обозных), 66 автомобилей (40 грузовых, 20 специальных, 6 легковых), 6 тракторов, 5 мотоциклов, 2721 винтовку и карабин, 98 ручных и 55 станковых пулемётов, 6 45-мм пушек, 29 76-мм горных пушек, 4 122-мм гаубицы, 11 БТ-5 и 17 бронеавтомобилей.
В состав 21-й гкд на момент убытия на фронт входили:
- 17-й Хорезмский горно-кавалерийский полк;
- 67-й Актюбинский четырежды Краснознамённый горно-кавалерийский полк;
- 112-й горно-кавалерийский полк;
- 22-й отдельный конно-артиллерийский дивизион;
- 23-й отдельный бронетанковый дивизион;
- 21-я отдельная зенитная батарея;
- 21-й отдельный разведывательный эскадрон (с 30 октября 1941 года);
- 14-й отдельный сапёрный эскадрон;
- 13-й отдельный эскадрон связи;
- 5-й отдельный медико-санитарный взвод (впоследствии — эскадрон);
- 21-й отдельный эскадрон химической защиты;
- 16-й продовольственный транспорт;
- 4-й отдельный взвод подвоза ГСМ;
- 225-й дивизионный ветеринарный лазарет;
- 310-й полевой хлебозавод;
- 40-я шорно-седельная мастерская;
- 42-я подвижная ремонтная база;
- 212-я полевая почтовая станция;
- 223-я полевая касса Госбанка.

Передислокация 21-й гкд на фронт произошла 23-26 июля 1941 года. Части дивизии были сосредоточены на станциях Унеча и Песочная Брянской области.
По плану руководства 21-я гкд совместно с частями 52-й кавалерийской дивизии готовились к рейду по тылам группировки войск Вермахта по Ельней. оОба соединения составили вторую по счёту кавалерийскую группу генерала Городовикова.
21-я гкд и 52-я кд были включены в состав Оперативной группы войск 28-й армии Западного фронта, которой руководил Качалов В.Я, готовившего удар по тылам противника из Рославля на Смоленск.
1 августа дивизия разделившись на две тактические группы вступила в бой с танковыми частями из группы Гудериана на территории Шумячского района Смоленской области и Климовичского района Могилевской области БССР. В результате тяжёлых боёв в Смоленской области был полностью потерян 23-й отдельный бронетанковый дивизион. 112-й горнокавалерийский полк с большими потерями вырвался из окружения.
Первоначально планируемый рейд в тыл противника, ввиду внезапно перешедшего в быстрое наступление противника, создало так называемый Гомельский котёл, в котором в окружение попала вся 21-я гкд. В августе 1941 года в Климовичском районе 21-й гкд фактически была уничтожена. Разрозненные части дивизии, которым удалось выйти из окружения, в начале сентября были сведены в 112-й горнокавалерийский полк.
30 сентября 1941 года остатки 52-й кд и 21-й гкд вели боевые действия в Ямпольском районе Сумской области УССР.
1 октября 1941 года остатки 283-й сд, 52-й кд, 21-й гкд 150-й и 121-й танковых бригад вели оборонительные бои в Глуховском районе Сумской области.
2 октября 1941 года остатки 21-я гкд и 52-я кд оказались в тылу противника в районе Орловка Ямпольского района Сумской области. С этого момента и до 23 октября 21-я гкд непрерывно участвуя в боях вместе с другими частями и соединениями 3-й и 13-й армии продвигается в восточном направлении для совершения прорыва из окружения.
23 октября 1941 года остатки 21-й гкд выходят из окружения и совершают марш в н.п. Цветаево Курской области.

6 ноября 1941 года дивизия вышла к н.п. Корсаково Орловской области, где была переподчинена в состав 3-й армии Брянского фронта.
В конце ноября 1941 года 21-я кд вывели на отдых и пополнение в Липецк и Тамбов. Рядовой личный состав, не имевший ранений, был передан в состав 55-й кд.
5 декабря 1941 года 21-я гкд приступила к обороне Липецка. Личный состав дивизии был пополнен. 

К марту 1942 года 21-я гкд была полностью укомплектована и передана в состав 8-го кавалерийского корпуса Брянского фронта. Боевая учёба продолжалась до июня 1942 года.
В период с 17 июля по 3 августа 21-я гкд в составе Оперативной группы Чибисова Брянского фронта участвовала в наступлении в Большеверейском районе Воронежской области.
3 августа 1942 года 21-я гкд и 52-я кд вошли в состав 8-го кк 38-й армии.
22 октября 1942 года 8-й кк вошёл в состав 5-й танковой армии Юго-Западного фронта.
8 ноября 1942 года 8-й кк вышел к реке Дон и начал контрнаступление.
В ноябре 1942 года 21-я гкд в составе 8-го кк Юго-Западного фронта принимала участие в окружении гитлеровской группировки под Сталинградом.
8-й кк (в составе 21-й, 55-й и 112-й кавалерийские дивизии) находился в непрерывных боях с 19 ноября 1942 года — с начала операции «Уран».
За мужество и героизм военнослужащих 8-й кк проявленный в ходе Сталинградской битвы, корпус был удостоен гвардейского звания. При этом изменилась нумерация полков и дивизий.
Приказом НКО СССР № 78 от 14 февраля 1943 года 21-я кавалерийская дивизия была преобразована в 14-ю гвардейскую кавалерийскую дивизию (14-я гв.кд).
14-я гв.кд входила в состав 7-го гвардейского кавалерийского Бранденбургского ордена Ленина Краснознамённого ордена Суворова корпуса (7-й гв.кк).
Также сменили нумерацию большинство частей дивизии и состав стал следующим:
- 52-й гвардейский кавалерийский полк — бывший 17-й гкп;
- 54-й гвардейский кавалерийский полк — бывший 67-й гкп;
- 56-й гвардейский кавалерийский полк — бывший 112-й гкп;
- 114-й гвардейский танковый полк;
- 146-й гвардейский артиллерийско-миномётный полк
- 18-й гвардейский отдельный дивизион противовоздушной обороны
- 146-й гвардейский артиллерийский парк
- 21-й отдельный гвардейский разведывательный эскадрон;
- 15-й отдельный гвардейский сапёрный эскадрон
- 13-й отдельный гвардейский эскадрон связи;
- 10-й отдельный медико-санитарный взвод
- 8-й гвардейский взвод химической защиты
- 14-й продовольственный транспорт;
- 16-й отдельный взвод подвоза ГСМ;
- 15-й дивизионный ветеринарный лазарет;
- 42-я подвижная ремонтная база;
- 212-я полевая почтовая станция;
- 223-я полевая касса Госбанка.

7-й гв.кк участвовал в освобождении Украины, Белоруссии, в Люблинско-Брестской операции, в операции по захвату Бранденбурга, в Висло-Одерской и Берлинской операции.
К окончанию боевых действий полное название соединения стало следующим: 14-я гвардейская кавалерийская Мозырская Краснознамённая, ордена Суворова дивизия.

### Послевоенный период
13 октября 1945 года Директивой Генерального Штаба ВС СССР № Орг/1/600 7-й гв.кк переформирован в 31-ю гвардейскую механизированную дивизию.

На базе кавалерийских дивизий корпуса были созданы механизированные полки со следующей нумерацией:
- 98-й гвардейский механизированный полк — бывшая 14-я гв.кд
- 99-й гвардейский механизированный полк — бывшая 15-я гв.кд
- 100-й гвардейский механизированный полк — бывшая 16-я гв.кд

Дивизия в октябре 1945 года была передислоцирована в Азербайджанскую ССР в состав 40-й Армии Бакинского военного округа.
Штаб 31-й гв.мехд (войсковая часть 06715) и большинство частей дивизии были расквартированы в н.п.   Шамхор, в 20 километрах севернее Кировабада.
98-й гвардейский механизированный полк (98-й гв.мп или войсковая часть 18920) также дислоцировался в Шамхоре.
В 1957 году 31-я гвардейская механизированная дивизия была переформирована в 25-ю гвардейскую мотострелковую дивизию.
Нумерация линейных полков дивизии снова изменилась:
- 366-й гвардейский мотострелковый полк — бывший 98-й гвардейский механизированный полк
- 368-й гвардейский мотострелковый полк — бывший 99-й гвардейский механизированный полк
- 370-й гвардейский мотострелковый полк — бывший 100-й гвардейский механизированный полк

17 ноября 1964 года 25-я гвардейская мотострелковая дивизия сменила порядковый номер на 23-й.

Полное наименование соединения стало: 23-я гвардейская Бранденбургская мотострелковая дивизия.

Полное новое наименование 98-го гв.мп стало: 366-й гвардейский мотострелковый Мозырский Краснознамённый ордена Суворова полк.
В 1985 году 366-й гв.мсп (в/ч 18920) был передислоцирован из Шамхора в Степанакерт — административный центр Нагорно-Карабахской автономной области.
Военный городок полка был размещён в верхней части города возле дороги соединяющей его с г. Шуша.
Кроме 366-го гв.мсп в гарнизон Степанакерта также вошёл передислоцированный с ним 622-й отдельный батальон химической защиты (622-й обхз) из состава 23-й гв.мсд.
До передислокации 366-го гв.мсп — крупных воинских частей на территории НКАО не было. Причины по которым руководство ВС СССР решило в 1985 году передислоцировать 366-й гв.мсп на расстояние 158 километров (по автомобильной дороге) южнее штаба дивизии — достоверно неизвестны.
Оценок причин передислокации полка с российской и армянской стороны в доступных источниках не имеется. По мнению азербайджанской стороны, это произошло вследствие тайных переговоров высокопоставленных армянских националистов с руководством ЗакВО.

### Полк в Карабахском конфликте
Во второй половине 1987 года в НКАО возникает острая межэтническая напряжённость.
В феврале 1988 года кризисная ситуация в регионе достигает накала после Сумгаитского погрома. Начинаются открытые вооружённые стычки между представителями армянской и азербайджанской национальностей.
366-й гв.мсп оказывается в сложной ситуации. Воинская часть расположенная непосредственно в городской черте, становится объектом пристального внимания экстремистов из числа местного армянского населения, которые пытаются любым способом захватить оружие. Схожая ситуация образуется и в других частях 23-й гв.мсд дислоцированных в населённых пунктах с преимущественно азербайджанским населением.
Фиксируются многочисленные факты нападения на военнослужащих и на военные объекты с целью завладения оружием, боеприпасами, транспортными средствами а также бронетехники.
Ситуация крайне ухудшается к моменту Распада СССР. У личного состава 366-го мсп, который фактически был заблокирован местным населением в собственном военном городке, начинает проявляться деморализация.
Связано это было со следующими факторами:
- Постоянные нападения на военнослужащих с целью захвата оружия
- Отсутствие должного продовольственного снабжения и денежного обеспечения личного состава
- Угрозы членам семей военнослужащих со стороны экстремистов
- Постоянное моральное давление со стороны представителей местного населения
- Неукомплектованность личного состава, которая сказывалась на невозможности обеспечить надёжную охрану объектов полка.

Полк не был развёрнут по полному штату. Вместо положенного личного состава в 1800 человек, по неполному штату для мотострелкового полка в мирное время — к февралю 1992 года в полку числилось только 630 человек, из них 129 офицеров и прапорщиков. При этом 49 из числа офицеров и прапорщиков были армяне. Молодое пополнение взамен увольняемых военнослужащих срочной службы, в виду блокады, не прибывало.

«...Офицеры и солдаты месяцами не получали денежного довольствия, неделями не ели хлеба, ели только сухари из НЗ (неприкосновенного запаса). Как в городе, так и в полку не было воды, нельзя было поменять бельё, в подразделениях имелись случаи педикулёза. Врачи части боролись с этим как могли, но их возможности были ограничены. Последние месяцы – январь – февраль 1992 года – не хватало в санчасти даже бинтов. С декабря 1991 года до начала марта дома, где проживали офицеры и их семьи, подвергались ежедневным ракетно-артиллерийским обстрелам. Погибла от осколков снаряда жена майора Пономарёва. Погибли при обстреле полка рядовой Ковалёв и младший сержант Бурковецкий, оторвало ногу осколком снаряда у лейтенанта Забелина. Об этой обстановке я постоянно докладывал командованию дивизии и армии. Кроме указаний копать щели и наблюдать за обстановкой, других каких-либо конкретных указаний по защите личного состава я не получал...»— Из объяснительной командира 366-го полка подполковника Зарвигорова Юрия
В подобных тяжёлых условиях, к концу 1991 года, многим офицерам 366-го гв.мсп начинают поступать предложения об участии в боевых действиях на платной основе, на стороне армянских вооружённых формирований. В некоторых случаях офицеры давали согласие и участвовали на штатной бронетехнике в боевых действиях. В последующем подобное поведение офицеров и солдат 366-го полка и 622-го отдельного батальона химической защиты, которые после 25 декабря 1991 года формально вошли в состав Объединённых Вооружённых Сил СНГ, приобрело постоянный характер.
На их выбор во многом повлиял систематический ежедневный обстрел Степанакерта из танков и артиллерийских орудий со стороны азербайджанских формирований, который начался в декабре 1991 года.
Причём под огнём азербайджанских формирований неоднократно оказывался военный городок 366-го гв.мсп.
23 февраля 1992 года в результате обстрела из РСЗО "Град", осколками снарядов были убиты 2 и получили ранения 9 военнослужащих 366-го гв.мсп. Были частично разрушены жилые и хозяйственные строения и повреждено штатное вооружение полка.
Фактически, 366-й гв.мсп вышел из подчинения и не контролировался ни командованием 23-й гв.мсд ни руководством ЗакВО.
Кульминацией участия военнослужащих 366-го гв.мсп в боевых действиях на армянской стороне считается штурм Ходжалы в ночь с 25 на 26 февраля 1992 года.
По утверждению азербайджанской стороны штурм был организован и проведён командиром 2-го мотострелкового батальона 366-го гв.мсп майором Сейраном Оганяном.
По утверждению армянской и российской сторон, военнослужащие 366-го гв.мсп в штурме Ходжалы не участвовали.
В виду угрозы вовлечения в конфликт остальных частей 23-й гв.мсд, руководство ОВС СНГ принимает решение об эвакуации личного состава 366-го гв.мсп и 622-го обхз из Степанакерта в Вазиани на территорию Грузии.
Командир 366-го гв.мсп полковник Юрий Зарвигоров получил от командования ЗакВО приказ о выводе полка из Степанакерта в северном направлении. Но командир 2-го мотострелкового батальона майор Сейран Оганян собрав офицеров и прапорщиков армянской национальности, а также солдат разных национальностей, сумел захватить один танк, 2 артиллерийских орудия и около 20 единиц БМП. Данными средствами он заблокировал маршрут эвакуации полковой колонны возле н.п. Баллыджа. Командованием ЗакВО по тревоге были подняты 328-й и 345-й парашютно-десантные полки 104-й гвардейской воздушно-десантной дивизии, дислоцированной в Кировабаде, для оказания помощи в выводе остаткам 366-го гв мсп. Операция по выводу полка началась 1 марта 1992 года. Вывод сопровождался боями с армянскими формированиями, который повлёк за собой потери в живой силе и в технике. В боях был потерян 1 вертолёт Ми-24. При выводе полка около 180 военнослужащих полка среди которых 22 офицера перешли на армянскую сторону. Армянской стороной было захвачено 9 танков Т-72, 5 БТР-70, 49 БМП-1, 28 БМП-2, 5 БРМ-1К (96 единиц бронетехники). Количество захваченных артиллерийских орудий неизвестно.. 
10 марта 1992 года 366-й гвардейский мотострелковый Мозырский Краснознамённый ордена Суворова полк был расформирован в Вазиани.

### Командиры
Неполный список командиров 366-го полка:
- подполковник Осипов — н/д —1986
- полковник Колыванов Александр Алексеевич — 1988—1990
- подполковник Зарвигоров Юрий Юрьевич — 1990—1992